# Пресногорьковский район
Пресногорьковский район (каз. Пресногорьков ауданы) — единица административного деления Петропавловского округа, Карагандинской и Кустанайской областей Казахской ССР (до 1936 — Казакской АССР), существовавшая в 1928—1930 и 1935—1963 годах. Центр — село Пресногорьковка.

## История
Пресногорьковский район был образован 17 января 1928 года в составе Петропавловского округа Казакской АССР на части территории бывшей Пресногорьковской волости Петропавловского уезда Акмолинской губернии.
17 декабря 1930 года Пресногорьковский район был упразднён, а его территория разделена между Пресновским и Тонкерейским районами.
Вторично Пресногорьковский район был образован 9 января 1935 года в составе Карагандинской области Казакской АССР. 29 июля 1936 года район был передан в новую Кустанайскую область.
По данным 1951 года район включал 15 сельсоветов: Евгеньевский, Кабановский, Казанский, Камышловский, Каракамысский, Карлмарксовский, Крутоярский, Макарьевский, Песчанский, Петропавловский поселковый, Починовский, Пресногорьковский, Пресноредутский, Сибирский и Чапаевский.
2 января 1963 года Пресногорьковский район был упразднён.

## Население
По данным переписи 1939 года, в Пресногорьковском районе проживало 21 866 человек, в том числе русские — 51,6 %, украинцы — 23,0 %, казахи — 22,9 %. По данным переписи 1959 года в районе проживало 30 066 человек.

Национальный состав Пресногорьковского района по переписи 1939 г.
| Национальность / район (населенный пункт)                                              | Численность | Численность | Численность             | Численность |
| Национальность / район (населенный пункт)                                              | весь район  | %           | с. Пресногорьковка (рц) | прочие села |
| Всего                                                                                  | 21.866      |             | 2.992                   | 18.874      |
| Русские                                                                                | 11.272      | 51,55%      | 2.237                   | 9.035       |
| Украинцы                                                                               | 5.030       | 23,00%      | 398                     | 4.632       |
| Казахи                                                                                 | 5.002       | 22,88%      | 251                     | 4.751       |
| Татары                                                                                 | 72          |             | 28                      | 44          |
| Немцы                                                                                  | 39          |             | 12                      | 27          |
| Корейцы                                                                                | 29          |             | 6                       | 23          |
| Прочие (для областей, где население распределено ТОЛЬКО по НЕСКОЛЬКИМ национальностям) | 422         |             | 60                      | 362         |

Источник:
- РГАЭ РФ     (быв. ЦГАНХ СССР), фонд 1562, опись 336, Д.Д. 966-1001 ("Национальный     состав населения по СССР, республикам, областям, районам"), Д.Д.     256-427 (табл. 26 "Национальный состав населения районов, районных     центров, городов и крупных сельских населенных пунктов")